# Carolina de Borbó-Parma (princesa de Saxònia)
Carolina de Borbó-Parma, princesa de Saxònia (Parma 1770 - Dresden 1804). Princesa de Parma amb el tractament d'altesa reial que contragué matrimoni en el si de la casa reial de Saxònia.

## Orígens familiars
Va néixer el dia 22 de novembre de l'any 1770, a la ciutat de Parma, sent filla del duc Ferran I de Parma i de l'arxiduquessa Maria Amàlia d'Àustria. Era neta per via paterna del duc Felip I de Parma i de la princesa Elisabet de França i per via materna de l'emperador Francesc I, emperador romanogermànic i de l'arxiduquessa Maria Teresa I d'Àustria.

## Núpcies i descendents
El dia 9 de maig de l'any 1792 contragué matrimoni a la catedral de Dresden amb el príncep Maximilià de Saxònia, fill del rei Frederic Cristià I de Saxònia i de la princesa Maria Antònia de Baviera. La parella tingué set fills:
- SAR la princesa Maria Amàlia de Saxònia, nada a Dresden el 1794 i morta al Castell de Pillnitz el 1870.
- SAR la princesa Maria Ferranda de Saxònia, nada el 1796 a Dresden i morta al Castell de Brandeis el 1865. Es casà amb el gran duc Ferran III de Toscana.
- SM el rei Frederic August II de Saxònia, nat el 1797 a Dresden i mort a la localitat saxona de Brennbüchel el 1854. Es casà en primeres noces amb l'arxiduquessa Carolina d'Àustria i en segones noces amb la princesa Maria de Baviera.
- SAR el príncep Climent de Saxònia, nat a Dresden el 1798 i mort a Pisa el 1822.
- SAR la princesa Maria Anna de Saxònia, nada el 1799 a Dresden i morta el 1832 a Pisa. Contragué matrimoni amb el gran duc Leopold II de Toscana.
- SAR el rei Joan I de Saxònia, nat el 1801 a Dresden i mort el 1873 al Castell de Pillnitz. Es casà amb la princesa Amàlia de Baviera.
- SAR la princesa Maria Josepa de Saxònia, nada el 1803 a Dresden i morta el 1829 al Palau d'Aranjuez. Es casà amb el rei Ferran VII d'Espanya.

Carolina de Borbó-Parma morí el dia 1 de març de l'any 1804 a la ciutat de Dresden a l'edat de 33 anys després d'haver tingut set fills. El seu marit es tornà a casar l'any 1825 amb la princesa Maria Lluïsa de Borbó-Parma, neboda de la seva primera esposa.